# 愛三電機
愛三電機株式会社（Aisan Electric Co.,Ltd.）は、日本の秋葉原にある配線部材・ネットワーク機器などの小売を主な事業とした会社である。トヨタの系列会社である愛三工業とは関係は無い。

## 概要
L3スイッチなどのネットワーク機器や各種工具・計測機器、100mの箱入りUTPケーブルや光ケーブルなど、ネットワーク関係の機器・部材を特に専門的に扱う。立地と品揃えからデータセンター関係者を顧客として持つ。また一般店ではあまり扱っていないLANケーブルのコネクタのかしめ工具やコネクタの頭だけの部分なども売られており、ケーブルを自作するようなヘビーなネットワークユーザーにも重宝されている。
秋葉原UDX地下2階の駐車場には自動販売機を設置している。この自動販売機は24時間販売しており、工具など一般的なものから圧着工具など専門的な機材なども並んでいる。また、購入証明が同封されており、店舗定休日や緊急時に自動販売機を利用しても経費として計上できるのもポイントとしている。
支店が秋葉原ラジオセンター裏の秋葉原野村ビルにあったが、2012年7月31日に閉店した。